# Дейвид Барнет
Дейвид Барнет (на английски: David Barnett) е английски журналист и писател, автор на произведения в жанровете фентъзи, хорър и научна фантастика. Пише като Дейвид М. Барнет.

## Биография и творчество
Дейвид Барнет е роден на 11 януари 1970 г. в Уигън, Ланкашър, Англия.
След дипломирането си работи в регионални и национални вестници, вкл. като мултимедиен мениджър към „Telegraph & Argus“ в Брадфорд.
Женен е за журналистката Клер Барнет. Имат две деца – Чарли и Алис.
Първият му роман е хоръра „Hinterland“ публикуван през 2005 г.
През 2014 г. с романа „Gideon Smith and the Mechanical Girl“ (Гидеон Смит и механичното момиче) започва добре приетата от критиката стиймпънк фентъзи поредица „Гидеон Смит“, която е ситуирана във Викторианска Англия в годините на технически възход.
Един от най-известните му романи е „Земята вика майор Том“. Главният герой Томас Мейджър, с прякора „Майор Том“, е неприятен човек, който страни от хората и е изпратен в космоса към Марс, но един ден семейство Ормърод се свързват с него, което води до много хумористични ситуации.
Заедно с писателската си кариера преподава и журналистика в университета „Тринити“ в Лийдс.
Дейвид Барнет живее със семейството си в Брадфорд.

## Произведения

### Като Дейвид Барнет

#### Самостоятелни романи
- Hinterland (2005)
- Angelglass (2007)
- Popcult! (2011)

#### Серия „Гидеон Смит“ (Gideon Smith)
- The Endless Night of the North (2014) – предистория

1. Gideon Smith and the Mechanical Girl (2013)
2. Gideon Smith and the Brass Dragon (2014)
3. Gideon Smith and the Mask of the Ripper (2015)

#### Сборници
- The Janus House (2009)

#### Разкази и новели
- The End of the World Show (2006)
- State of Grace (2007)
- Death Knock (2008)
- At Midnight All the Agents (2009)
- Go (2009)
- It's Nice But I Wouldn't Want to Die Here ... (2009)
- LoveSexIntelligence (2009)
- Lunch at the Tabard Inn (2009)
- The Janus House (2009)
- The Night Porter (2009)
- True-Life Stories of the Country's Most Horrific Murders (2009)
- What Would Nite-Owl Do? (2009)
- Work Sets You Free (2013)
- Business As Usual (2013)
- The Golden Apple of Shangri-La (2014)
- Lucky at Cards (2017)

### Като Дейвид М. Барнет

#### Самостоятелни романи
- Calling Major Tom (2017)
Земята вика майор Том, изд.: ИК „Кръгозор“, София (2017), прев. Цветана Генчева
- The Growing Pains of Jennifer Ebert, Aged 19 Going on 91 (2018)
- The Lonely Hearts Cinema Club (2018)